# Barbara Schneider (Politikerin)
Barbara Schneider (* 5. September 1953 in Basel) ist eine Schweizer Politikerin (SP) und ehemalige Regierungsrätin des Kantons Basel-Stadt.
Sie besuchte das Holbeingymnasium in Basel und studierte 1974–1978 Jurisprudenz an der Universität Basel. Sie schloss ihr Studium mit Lizenziat ab. Nach einigen Praktikumsstellen war sie 1982–1987 beim Verein Neustart, 1987–1992 in der Abteilung Kultur des Erziehungsdepartementes Basel-Stadt und 1992–1997 bei der Christoph Merian Stiftung als Leiterin der Abteilung Städtische Aufgaben angestellt. 1980–1988 war sie im Grossen Rat und von 1996 bis 2008 Regierungsrätin des Kantons Basel-Stadt.
| Personendaten    | Personendaten         |
| ---------------- | --------------------- |
| NAME             | Schneider, Barbara    |
| KURZBESCHREIBUNG | Schweizer Politikerin |
| GEBURTSDATUM     | 5. September 1953     |
| GEBURTSORT       | Basel                 |